# Original Celtics

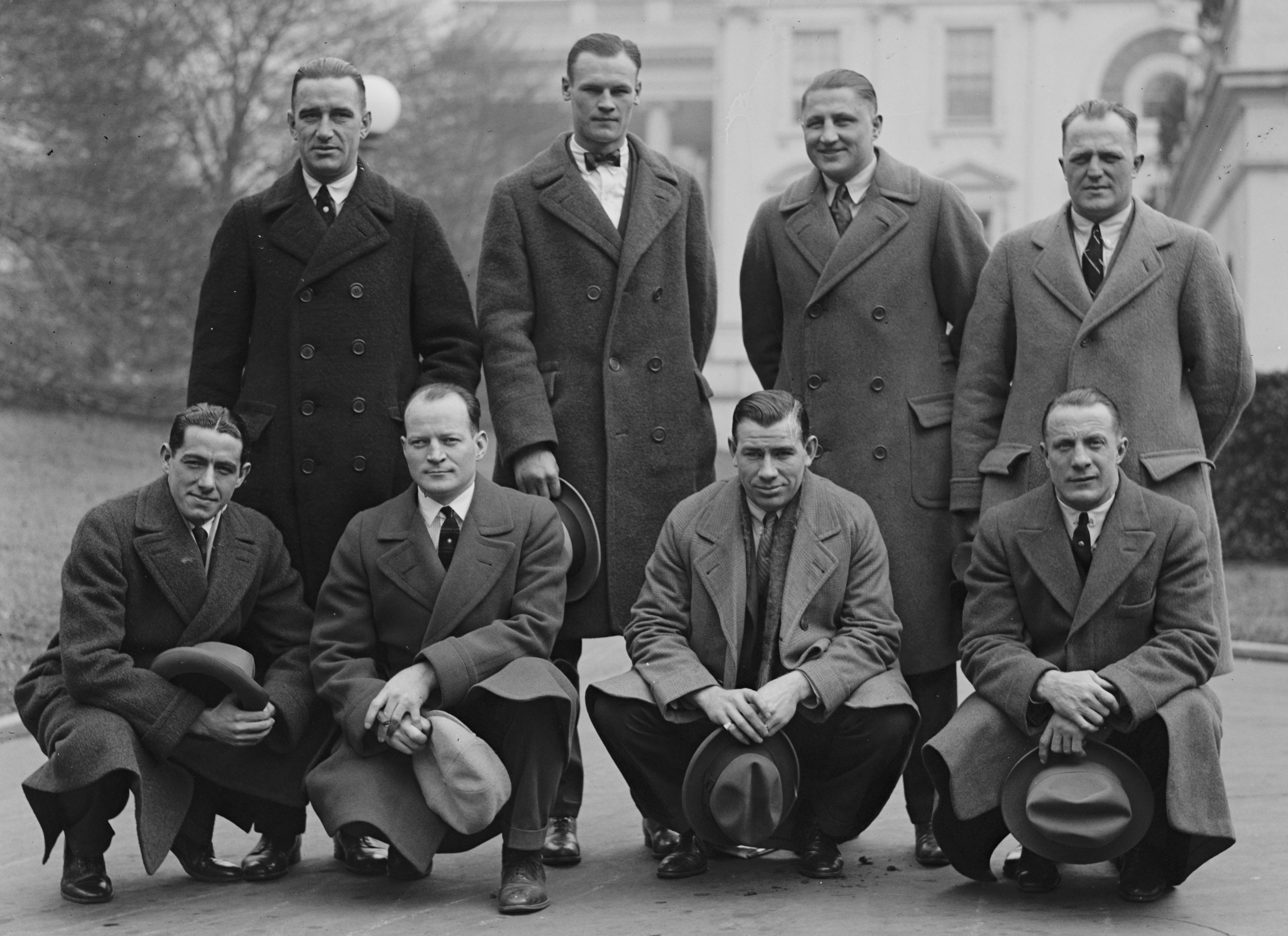
Fotografía en blanco y negro de 8 de los miembros de Original Celtics, en 1920

Los Original Celtics (sin relación con los famosos Boston Celtics) fueron un equipo profesional de baloncesto en los años 1920.

## Historia
Las raíces del equipo estaban en los New York Celtics, equipo que fue disuelto en la temporada de 1928-1929 debido a que no encontraban oponentes de su talla. En 1918, James Furey volvió a montar su propio equipo en torno a un núcleo de los jugadores originales de los Celtics, añadiendo otros jugadores, principalmente del West Side de Nueva York, y llamando a su nuevo equipo Original Celtics. Inicialmente jugaron en varias ligas profesionales, antes de convertirse en un equipo de giras que viajó 241.400 kilómetros en un año completando un calendario de 150-200 partidos. Ganaron el 90% de sus encuentros, finalizando la temporada 1922-23 con un balance de 193 victorias, 11 derrotas y un empate. Intentaron jugar ante el famoso equipo Franklin Wonder Five, pero el entrenador se negó alegando que su equipo estaba demasiado cansado tras un año agotador.
El primer jugador dominante del equipo fue "Dutch" Dehnert, de 1.85 metros de altura, introductor del moderno concepto del juego de pívot. Nat Holman firmó para jugar con el por entonces entrenador John Whitty en 1922. Joe Lapchick, John Beckman, llamado el "Babe Ruth del baloncesto", George "Horse" Haggerty y Davey Banks fueron otros jugadores destacados del equipo.
En 1926, la American Basketball League incluyó al equipo en sus filas. Los Original Celtics dominaron la liga en sus dos primeras temporadas, por lo que la liga les forzó a disolverse y distribuir sus jugadores entre otros equipos. Esta estrategia resultó contraproducente, ya que la asistencia de espectadores a los partidos cayó en picado y la liga se vio obligada a suspender sus operaciones en 1931.
Los Original Celtics brevemente volvieron como equipo de giras en los años 1930, pero no lograron su éxito inicial. El equipo fue incluido en el Basketball Hall of Fame en 1959.
En varios momentos de su existencia, el equipo jugó en la ABL, en la Eastern Basketball League y en la Metropolitan Basketball League. Durante la temporada 1921-22, los Celtics reemplazaron a los New York Giants, cuyo propietario también poseía los Boston Whirlwinds. Durante la campaña siguiente, el equipo se hizo cargo de la franquicia de Atlantic City de la Eastern League cuando ésta llevaba 4 victorias en 11 partidos, y tras ello el equipo ganó 5 de 6 partidos antes de que la liga desapareciera en enero de 1923. También compitieron en la Metropolitan League, pero se retiraron de la liga tras conseguir la victoria en los 12 partidos disputados. Durante la temporada 1926-27, el equipo reemplazó a los Brooklyn Arcadians tras 5 partidos y tomaron el nombre de Brooklyn Celtics. En la siguiente temporada regresaron al nombre de New York Celtics. Tras ganar dos campeonatos consecutivos en la ABL, el equipo se desintegró. Tras un intento fallido de retorno en la temporada 1929-30, el equipo puso fin a su historia el 10 de diciembre de 1929.

## Trayectoria
| Año     | Liga | Temporada regular             | Playoffs |
| ------- | ---- | ----------------------------- | -------- |
| 1921/22 | EBL  | 1º (2ª mitad)                 | Campeón  |
| 1922/23 | MBL  | N/A                           | N/A      |
| 1926/27 | ABL  | 4th (1ª mitad); 1º (2ª mitad) | Campeón  |
| 1927/28 | ABL  | 1º, Este                      | Campeón  |
| 1929/30 | ABL  | N/A                           | N/A      |

## Jugadores destacados
- Lou Bender (1910-2009), jugador de los Celtics y Columbia Lions y años más tarde un exitoso abogado litigante.[1]